# Paralobophora choaspitis
Paralobophora choaspitis là một loài bướm đêm trong họ Geometridae.